# Acerbi Rimorchi
La société Acerbi Rimorchi SpA est une entreprise de carrosserie industrielle et un constructeur de remorques et de semi-remorques parmi les plus réputées d'Italie, créée en 1962. Elle avait racheté son confrère Viberti en 1996 pour former la société Acerbi-Viberti SpA.
En décembre 2010, les sociétés Acerbi-Viberti SpA et les filiales du groupe italien Margaritelli avec les marques Cardi, Merker et Piacenza ont constitué la Compagnia Italiana Rimorchi. Mais les dirigeants de la société Acerbi Rimorchi SpA n'ont pas accepté ce regroupement, se sont retirés et ont repris leur indépendance. La spécialité du constructeur Acerbi a toujours été les citernes pour les produits pétroliers, les gaz et les produits bitumineux.
En mai 2019, la société a été cédée au groupe Menci SpA autre constructeur italien de remorques et semi-remorques avec les marques Menci, Zorzi et Alkom. C'est le leader en Europe de semi-remorques en aluminium, citernes pour l'alimentation animale et transports exceptionnels.

## Contexte italien
Il faut rappeler qu'en Italie, à la fin de la Seconde Guerre mondiale, les Nations unies ont appliqué des sanctions restrictives comme l'interdiction de construire des sous-marins et autres navires de guerre, des camions en version 6x4, etc. C'est ce qui explique que pour assurer les transports lourds, les italiens n'ont eu d'autre choix que d'ajouter des essieux et sont devenus les champions des essieux multiples autodirecteurs. À cette époque, les camions étaient des combinaisons porteur plus remorque à 4 essieux chacun pour un PTRA de 44 tonnes au total, 22 tonnes sur chaque véhicule. Ces sanctions ont été levées en 1960.
Contrairement à la France, il était (et est toujours) interdit aux transporteurs de mélanger les matières transportées dans les citernes. Les citernes pour liquides sont dédiées à un seul type de produit. Les liquides comestibles vin et lait ne peuvent pas être transportés dans la même cuve, même après lavage et désinfection. La capacité maximale est de 40.000 litres de carburant.
Les remorques pour le transport de ciment étaient très particulières, constituées de cinq cuves verticales, deux sur le porteur et trois sur la remorque pour un total de 20 m3 de ciment. 
Jusqu'en 1975, il n'y avait quasiment pas de semi-remorques en Italie, formule pénalisée par un PTRA de 35 tonnes seulement sur 5 essieux contre 44 tonnes pour un attelage porteur plus remorque. En 1974, le gouvernement italien annonce vouloir mettre rapidement en application les règles qui devaient unifier le transport sur route en Europe. Tous les pays étaient tombés d'accord sur une charge à l'essieu de 12 tonnes (compromis entre les 10 tonnes prônées par de très nombreux pays et les 13 tonnes de la France, accord qui avait été négocié pendant plus de 10 ans !), le PTRA et la longueur maximale des ensembles semi-remorques et trains routiers. En 1974, la France refuse de signer la convention. L'Italie impose alors son code avec 12 tonnes à l'essieu tout en conservant les 44 tonnes pour les camions porteurs plus remorque mais sur 6 essieux seulement et les semi-remorques sur 5 essieux (à l'italienne : tracteur 4x2 et semi tandem plus essieu simple autodirecteur ou tracteur 6x2/2 et tandem sur la semi. Pour les transports liés aux travaux publics dits Mezzo d'opera, les charges sont supérieures :  
- 33 tonnes pour un camion isolé 6x4,
- 40 tonnes pour un camion isolé 8x4 / 8x6 ou 8x8,
- 56 tonnes pour un semi-remorque avec tracteur 6x4 et tandem sur la semi.

Les transports exceptionnels sont classés hors catégorie mais doivent respecter la charge de 12 tonnes à l'essieu pour atteindre 720 tonnes au maximum.